# スティペ・エルツェッグ
スティペ・エルツェッグ（Stipe Erceg, 1974年10月30日 - ）はクロアチア生まれの俳優。

## 略歴
幼い頃にドイツのテュービンゲンに移り住む。
1996年から2000年まで、ベルリンのヨーロピアン・シアター・インスティテュートで演技を学んだ。
2003年、実話に基づいた映画『Kiki+Tiger』と、翌年のベルリン国際映画祭に出品された『Der Trp』に出演。2004年には、ナジャ・デラド監督の『Yugotrip』の演技でマックス・オフュルス最優秀若手男優賞を受賞し、同年『ベルリン、僕らの革命』に出演。

## 出演作品
| 公開年 | 邦題 原題                                                    | 役名         | 備考 |
| ------ | ------------------------------------------------------------ | ------------ | ---- |
| 2004   | ベルリン、僕らの革命 Die fetten Jahre sind vorbei            | ピーター     |      |
| 2004   | ワイルド・アサシン 〜非情のミッション〜 Such mich nicht      | リノ         |      |
| 2005   | 薬指の標本 L' Annulaire                                      | コスタ       |      |
| 2008   | バーダー・マインホフ/理想の果てに Der Baader Meinhof Komplex | Holger Meins |      |
| 2011   | アンノウン Unknown                                           | ジョーンズ   |      |
| 2011   | HELL Hell                                                    | トム         |      |
| 2012   | イヤー・オブ・ザ・スネーク 第四の帝国 Die vierte Macht       | ウラジミール |      |
| 2021   | ヒンターラント Hinterland                                    | バウアー     |      |